# Alexi Lalas
Panayotis Alexander Lalas (Birmingham, Míchigan, 1 de junio de 1970), conocido popularmente como Alexi Lalas, es un exfutbolista estadounidense y uno de los más importantes en el resurgir de la selección de Estados Unidos en los Mundiales de la década de 1990. Jugó de manera consecutiva los Mundiales de 1994 y 1998. Fue el primer jugador estadounidense que jugó en la Serie A italiana, concretamente en el Padova. Fue presidente y mánager de Los Ángeles Galaxy, club de la Major League Soccer. Actualmente es periodista deportivo de ESPN Estados Unidos.

## Trayectoria
Como la inmensa mayoría de los futbolistas estadounidenses, Lalas comenzó su carrera futbolística en la universidad. Estudió y se formó futbolísticamente en el Cranbrook Kingswood High School, Birmingham, Michigan College. Sus orígenes le influenciaron en sus dos pasiones deportivas. De sus raíces estadounidenses proviene su talento en el hockey, y que llevó a su escuela a conseguir el Campeonato de Míchigan en 1987. Sentía también una gran pasión por el fútbol, influenciado por la sangre europea de Alexi (su padre es griego). Es un fanático de la música, habiendo tocado en varias bandas de hard rock y grabando algunos discos.
En 1994 y tras el buen papel de Lalas en el Mundial de Estados Unidos 94, comienza su andadura por el fútbol europeo. El 27 de julio de ese mismo año debuta en las filas del Padova, de la Serie A italiana, convirtiéndose así en el primer jugador estadounidense en jugar en la historia del calcio. En 1995 fue nombrado U.S. Soccer Male Athlete of the Year.
Permaneció en el Padova hasta 1996, cuando regresó a su país para jugar en las filas del New England Revolution, conjunto en el que siguió demostrando sus condiciones y en el que fue incluido en el MLS All Star.
En 1997 fue cedido al Emelec ecuatoriano, conjunto en el que permanecería durante una temporada para luego regresar a la MLS para jugar en las filas del histórico MetroStars.
Su última parada en el fútbol profesional sería el Kansas City Wizards, conjunto en el que jugaría hasta el año 2000 y en el que anunciaba su retirada del fútbol activo.
Sin embargo, en 2001 Lalas decide regresar a la práctica del fútbol y ficha por Los Ángeles Galaxy, donde volvería saborear la gloria y el éxito. Aportó su experiencia para que su equipo conquistara la Confederations Cup y el título de U.S. Open Cup de 2001. Un año más tarde, en 2002, ayudó al Galaxy a conseguir su primera MLS Cup. Se retiró definitivamente en 2003.

### Selección nacional
Debutó con la Selección absoluta el 6 de mayo de 1991 ante Canadá y formó parte del equipo nacional estadounidense en los Juegos Olímpicos de Barcelona 92. Logró su primer tanto como internacional el 8 de mayo de 1993 ante Colombia. En ese mismo año anotó el gol de la tranquilidad en la histórica victoria de Estados Unidos sobre Inglaterra, 2-0, en la US Cup.
Estuvo presente en el Mundial de EE. UU. 94, donde el combinado estadounidense logró mejorar el 23.er lugar obtenido en el Mundial de Italia 90, la primera presencia de la selección en la máxima competición mundial del fútbol después de 40 años de ausencia. En «su» Mundial, Estados Unidos finalizó en decimocuarto lugar, tras superar la primera ronda y caer en octavos ante Brasil, futura campeona. Alexi Lalas completó un gran Mundial perfilando lo que sería la defensa titular del equipo nacional durante varios años, formando la pareja de centrales junto a Marcelo Balboa (inconfundibles ambos por su larga melena).
También participó en la Copa América de Uruguay 1995, en la que tuvo una destacada actuación, donde derrotaron a la selección de fútbol de Chile, selección de fútbol de Argentina y selección de fútbol de México y donde fue incluido en el equipo ideal del torneo. Volvió a ser miembro del combinado nacional en los Juegos Olímpicos de Atlanta 96. En total logró anotar 9 goles por la selección de su país de un total de 96 partidos.

## Tras la retirada
Alexi Lalas se convirtió en el presidente del Club MetroStars, año en que el histórico equipo (en él jugaron jugadores como Youri Djorkaeff, Roberto Donadoni, Adolfo Valencia o Lothar Matthäus) hizo la transición a Red Bull New York, renombrado así por la adquisición del equipo neoyorquino por parte del grupo Red Bull, que ya hizo lo propio con el Casino Salzburgo, comprándolo y renombrándolo a Red Bull Salzburg.
Fue presidente de Los Ángeles Galaxy y muy reconocido por sus negociación con el Real Madrid y David Beckham para la inclusión del jugador inglés con los Galaxy en el curso 2007/08. El club ganó varios títulos con él de presidente.
Además, Lalas es muy comprometido con las causas humanitarias y ha aparecido con éxito a favor de la causa en diversos programas de televisión estadounidense como en Late Night with David Letterman, de David Letterman, Late Night with Conan O'Brien, de Conan O'Brien y el The Tonight Show, de Jay Leno. También es muy conocido por su faceta musical, tocó durante varios años en su adolescencia en distintos grupos y llegó a grabar con una banda de hard rock homónima, Alexi Lalas, con quienes lanzó un disco en 1998 llamado Ginger, donde Lalas es el cantante y guitarrista.
Actualmente es periodista deportivo de ESPN Estados Unidos, comentando la Copa Mundial de Fútbol en Sudáfrica 2010 y Brasil 2014.

## Clubes
| Período   | Club               |
| --------- | ------------------ |
| 1988-1991 | Rutgers University |

| Período   | Club                   |
| --------- | ---------------------- |
| 1994-1996 | Calcio Padova          |
| 1996-1997 | New England Revolution |
| 1997      | Club Sport Emelec      |
| 1998      | MetroStars             |
| 1999      | Kansas City Wizards    |
| 2001-2003 | Los Ángeles Galaxy     |

| Período   | Selección      | Partidos (goles) |
| --------- | -------------- | ---------------- |
| 1991-1998 | Estados Unidos | 96 (9)           |

## Palmarés

### Los Angeles Galaxy
- CONCACAF Champions' Cup: 2000
- Lamar Hunt U.S. Open Cup: 2001
- MLS Cup: 2002
- MLS Supporters' Shield: 2002

### Rutgers
- Hermann Trophy: 1991
- Missouri Athletic Club Player of the Year: 1991

### Individual
- Honda Player of the Year: 1995
- U.S. Soccer Athlete of the Year: 1995
- MLS Best XI: 2002